# Consejería Jurídica y de Servicios Legales de la Ciudad de México
La Consejería Jurídica y de Servicios Legales, es la dependencia de la administración pública del Ciudad de México subordinada al jefe de gobierno, que tiene a su cargo las funciones jurídicas y de asesoría legal del gobierno de la Ciudad de México para otorgar certeza jurídica a los ciudadanos.

## Funciones
La Consejería Jurídica y de Servicios Legales es el órgano administrativo encargado del asesoramiento jurídico del jefe de gobierno y dependencias de la Ciudad de México, conforme a la Ley Orgánica de la Administración Pública Federal algunas de las funciones más importantes que le corresponde específicamente a la Consejería Jurídica de la Ciudad de México son las siguientes:
- Coordinar la función jurídica de la Administración Pública de la Ciudad de México, con excepción de la materia fiscal.
- Asesorar jurídicamente al jefe de gobierno en los asuntos que este le encomiende.
- Elaborar y revisar en su caso los proyectos de iniciativas de leyes y decretos que el Jefe de Gobierno presente al Congreso de la CDMX
- Definir, unificar, sistematizar y difundir los criterios para la interpretación de las disposiciones jurídicas que normen el funcionamiento de la Administración Pública del Ciudad de México.
- Asesorar jurídicamente a las dependencias, órganos desconcentrados y entidades de la Administración Pública de la Ciudad de México , cuando estos así lo soliciten.
- Vigilar, en el ámbito jurídico-procesal, el cumplimiento de los preceptos constitucionales por parte de las autoridades de la Ciudad de México, especialmente por lo que se refiere a las garantías individuales y derechos humanos, así como dictar las disposiciones administrativas necesarias para tal efecto;
- Tramitar, substanciar y dejar en estado de resolución los recursos administrativos interpuestos en contra de actos y resoluciones del Jefe de Gobierno y de los titulares de las dependencias de la Administración Pública de la Ciudad de México.
- Dirigir, organizar, supervisar y controlar la defensoría de oficio del fuero común en el Distrito Federal, de conformidad con la Ley de la materia, así como prestar los servicios de defensoría de oficio, de orientación y asistencia jurídica;
- Publicar, difundir y distribuir la Gaceta oficial de la Ciudad de México;
- Dirigir, organizar y supervisar el Archivo General de Notarías.
- Coordinar y vigilar el cumplimiento de las disposiciones jurídicas en materia de Jurados, Panteones, Consejos de Tutelas, Registro Público de la Propiedad y de Comercio, Registro Civil, Archivo General de Notarías, Legalizaciones, Exhortos y Bienes Mostrencos, así como intervenir en materia de cultos conforme a las Leyes de la materia.
- Tramitar los indultos que se vayan a conceder a los reos sentenciados por delitos de competencia de los Tribunales del Fuero Común en la Ciudad de México.

## Estructura Orgánica
Conforme al Reglamento de la Administración Pública Federal, la Consejería Jurídica posee la siguiente estructura orgánica:
- Consejera Jurídica y de Servicios Legales: Eréndira Cruzvillegas Fuentes 
  - Dirección General Jurídica y de Estudios Legislativos:
  - Dirección General de Servicios Legales:
  - Dirección General del Registro Público de la Propiedad y de Comercio:
  - Dirección General del Registro Civil del Distrito Federal:
  - Dirección Ejecutiva de Justicia Cívica:
  - Dirección General de Regularización Territorial: